# Шутово
Шутово (на македонска литературна норма: Шутово; на албански: Shutova) е село в Северна Македония, в община Кичево.

## География
Селото е разположено в областта Горно Кичево в западните склонове на Челоица.

## История
Според „Кичево в миналото си и сега“ Шутово е заселено от арнаути дошли от Полога в XVIII век.
В XIX век Шутово е смесено българо-албанско село в Кичевска каза на Османската империя. В „Етнография на вилаетите Адрианопол, Монастир и Салоника“, издадена в Константинопол в 1878 година и отразяваща статистиката на населението от 1873 година, Шутово (Choutovo) е посочено като село с 57 домакинства със 140 жители мюсюлмани и 58 жители българи.
Според статистиката на Васил Кънчов („Македония. Етнография и статистика“) към 1900 година в Шутово живеят 6 българи християни и 340 арнаути мохамедани.
На Етнографската карта на Битолския вилает на Картографския институт в София от 1901 година Шутово е чисто албанско село в Кичевската каза на Битолския санджак с 60 къщи.
Според митрополит Поликарп Дебърски и Велешки в 1904 година в Шутово има 2 сръбски къщи. По данни на секретаря на Българската екзархия Димитър Мишев („La Macédoine et sa Population Chrétienne“) в 1905 година в Шутово има 16 българи екзархисти.
След Междусъюзническата война в 1913 година селото попада в Сърбия.
На етническата си карта на Северозападна Македония в 1929 година Афанасий Селишчев отбелязва Шутово като смесено българо-албанско село.
Според преброяването от 2002 година селото има 760 жители.
| Националност | Всичко |
| македонци    | 12     |
| албанци      | 737    |
| турци        | 0      |
| роми         | 0      |
| власи        | 0      |
| сърби        | 0      |
| бошняци      | 0      |
| други        | 11     |

От 1996 до 2013 година селото е част от Община Осломей.

## Личности
Починали в Шутово
- Ибе Паликука (1927-1944), югославска партизанка